# Euploea melina
Euploea melina är en fjärilsart som beskrevs av Moore 1857. Euploea melina ingår i släktet Euploea och familjen praktfjärilar. Inga underarter finns listade i Catalogue of Life.